# Rial F1
Rial és una marca alemanya de llantes d'al·leació lleugera que sota el nom de  Rial Racing Team  va arribar a disputar curses a la Fórmula 1.
L'equip va debutar a la F1 el 3 d'abril del 1988 al GP de Brasil amb el pilot italià Andrea de Cesaris havent de retirar-se abans de finalitzar la cursa.
L'escuderia va prendre part a dues temporades consecutives (1988 - 1989), disputant un total de trenta-dues curses amb quaranta-vuit monoplaces, ja que la primera temporada només la disputaren amb un sol cotxe.
L'equip va aconseguir una quarta posició (en dues ocasions) com millor classificació en una cursa i va assolir sis punts pel campionat del món de constructors.

## Resum
| Curses: | Victòries: | Pòdiums: | Poles: | Voltes ràpides: | Punts: |
| ------- | ---------- | -------- | ------ | --------------- | ------ |
| 32 (48) | 0          | 0        | 0      | 0               | 6      |